# Ricardo Echarte
Ricardo Echarte San Martín (ur. 4 października 1974) – hiszpański judoka. Dwukrotny olimpijczyk. Odpadł w eliminacjach w Sydney 2000 i Atenach 2004. Walczył w wadze półśredniej.
Piąty na mistrzostwach świata w 2003. Startował w Pucharze Świata w latach 1996-2005. Zdobył cztery medale mistrzostw Europy w latach 2000 - 2004.

## Letnie Igrzyska Olimpijskie 2004
| Konkurencja | Eliminacje                | Klas. końcowa |
| Konkurencja | Przeciwnik I              | Miejsce       |
| ----------- | ------------------------- | ------------- |
| 81 kg       | Reza Czahchandagh (IRI) P | 1 runda.      |

## Letnie Igrzyska Olimpijskie 2000
| Konkurencja | Eliminacje            | Klas. końcowa |
| Konkurencja | Przeciwnik I          | Miejsce       |
| ----------- | --------------------- | ------------- |
| 81 kg       | Gastón García (ARG) P | 1 runda.      |